# Pedro Luján (militar español)
Pedro Luján fue un militar español, llamado Pierna gorda y el caballero determinado, muerto en el sitio de Rávena en 1512.
Era hijo tercero de don Pedro Luján y sirvió de paje al rey Fernando el católico y asistió, como coronel del general Pedro Navarro, a la toma del Peón de Vélez, a la jornada de los Gelves y a otras muchas acciones de importancia.
- El contenido de este artículo incorpora material del tomo 31 de la Enciclopedia Universal Ilustrada Europeo-Americana (Espasa), cuya publicación fue anterior a 1945, por lo que se encuentra en el dominio público.

- Datos: Q5692338